# Sandra Ruales
Sandra de las Mercedes Ruales Mosquera 30 de mayo de 1974 en Quito, Pichincha) es una atleta ecuatoriana, que compite en los eventos deportivos de larga distancia.

## Carrera
Dos veces compitió por su país natal en los Juegos Olímpicos: 2004 y 2008. Ruales ganó la edición de la Maratón de Guayaquil 2005, 2006, 2008 y 2009.

## Logros
| Competencia          | Competencia                     | Lugar                 | Posición             | Evento               | Notas                |
| Representing Ecuador | Representing Ecuador            | Representing Ecuador  | Representing Ecuador | Representing Ecuador | Representing Ecuador |
| -------------------- | ------------------------------- | --------------------- | -------------------- | -------------------- | -------------------- |
| 1988                 | Campeonato Juvenil Sudamericano | Cuenca, Ecuador       | 2.ª                  | 1500 m               | 4:55.8 min A         |
| 1988                 | Campeonato Juvenil Sudamericano | Cuenca, Ecuador       | 2.ª                  | 3000 m               | 10:44.5 min A        |
| 2004                 | Maratón de Miami                | Miami, Estados Unidos | 3.ª                  | Maratón              | 2:45:24 h            |
| 2004                 | Juegos Olímpicos                | Athens, Greece        | 36th                 | Maratón              | 2:44:28 h            |
| 2005                 | Maratón de Miami                | Miami, Estados Unidos | 1.ª                  | Maratón              | 2:37:00 h            |
| 2005                 | Campeonato Mundial              | Helsinki, Finlandia   | —                    | Maratón              | DNF                  |
| 2005                 | Maratón de Guayaquil            | Maratón de Guayaquil  | 1.ª                  | Maratón              | 2:41:40 h            |
| 2005                 | Juegos Bolivarianos]            | Armenia, Colombia     | 1.ª                  | Half marathon        | 1:20:12 h GR A       |
| 2006                 | Maratón de Miami                | Miami, Estados Unidos | 2.ª                  | Maratón              | 2:37:18 h            |
| 2006                 | Maratón de Guayaquil            | Guayaquil, Ecuador    | 1.ª                  | Marathon             | 2:45:58 h            |
| 2008                 | Juegos Olímpicos                | Pekín, PR China       | 43rd                 | Maratón              | 2:35:53 h            |
| 2008                 | Maratón de Guayaquil            | Guayaquil, Ecuador    | 1.ª                  | Maratón              | 2:50:40 h            |
| 2009                 | Maratón de Miami                | Miami, Estados Unidos | 3.ª                  | Marathon             | 2:50:38 h            |
| 2009                 | Campeonato Mundial              | Berlín, Alemania      | 57.ª                 | Maratón              | 2:50:36 h            |
| 2009                 | Maratón de Guayaquil            | Guayaquil, Ecuador    | 1.ª                  | Maratón              | 2:45:25 h            |